# Rasa de la Codina (Solsonès)
|  | Aquest article tracta sobre el torrent del Solsonès. Vegeu-ne altres significats a «Rasa de la Codina». |

La Rasa de la Codina és un torrent afluent per la dreta de la Rasa del Puit que realitza tot el seu recorregut pel terme municipal de Pinell de Solsonès.
De direcció predominant cap al sud, neix a 775 m. al nord de la masia de la Codina i desguassa al seu col·lector a 1,2 km. a ponent de Llorenç.

## Xarxa hidrogràfica
La seva xarxa hidrogràfica, que també transcorre íntegrament pel terme municipal de Pinell de Solsonès, està constituïda per cinc cursos fluvials la longitud total dels quals suma 4.771 m.